# Душан Млађан
Душан Млађан (Београд, 16. новембар 1986) је швајцарски кошаркаш српског порекла. Тренутно наступа за тим SAM Basket Massagno. Син је некадашњег кошаркаша Милана Млађана.

## Клупска каријера
Дебитовао је у швајцарском првенству са 17. година у дресу Лугана, и већ у првој сезони је имао просек од 18 поена по утакмици. Током 2005. био је на пробама у Остендеу, Црвеној звезди, Бјелој али је успео да потпише уговор са италијанским прволигашем Удинама, где је одиграо 11 утакмица.
У децембру 2006. одлази у Ређо Калабрију италијанског друголигаша и са њима је одиграо 13 утакмица уз просек од 9,6 поена. Наредну сезону је почео у дресу Варезеа али је за њих одиграо само један меч и у јануару 2008. се вратио у Лугано Тајгерсе. Ту је до краја сезоне одиграо 11 утакмица и имао 21 поен просечно по мечу. Наредне сезоне је опет покушавао у италијанским клубовима Монтегранару и Росету али није успео да се наметне па се опет вратио у Лугано. Наредне три сезоне је пружао сјајне партије у швајцарској лиги, и био један од најбољих стрелаца тамошњег шампионата. У сезони 2012/13. имао је просечно 20. поена по мечу.
У августу 2013. потписао је уговор са Радничким из Крагујевца за сезону 2013/14.

## Репрезентација
Млађан је стандардан члан кошаркашке репрезентације Швајцарске.